# Keezletown
Keezletown ist ein US-amerikanischer Census-designated place im Rockingham County (Virginia) im Bundesstaat Virginia. Er ist in die Harrisonburg Metropolitan Area eingegliedert. Das U.S. Census Bureau hat bei der Volkszählung 2020 eine Einwohnerzahl von 369 ermittelt.

## Geographie
Keezletown liegt im Südwesten des Rockingham County und grenzt im Westen an die Stadt Harrisonburg sowie im Osten an den Massanutten Mountain.